# モエかん
『モエかん』（MOEKKO COMPANY）は、ケロQから2003年1月31日に発売された18禁恋愛アドベンチャーゲーム。
ドリームキャストおよびPlayStation 2への移植作がプリンセスソフトより発売された他、ファンディスクとして『モエカす』が2004年6月11日に発売された。
また2003年から2004年にかけて全3巻のOVAシリーズが製作された。

## 概要
ケロQの特性である"売れ筋の絵柄に対して独特な内容"という特徴を最も表面に出しており、
- 武装メイドによる戦闘
- 主人公の特殊能力による戦闘
- 主人公は過去特殊部隊にいた
- 主人公の所属する会社名が萌えっこカンパニー（そのため略してモエかん）

など現実ではありえない設定がなされている。また公式ビジュアルファンブックにはモエかんに関するさまざまな情報が記載されている。小説もあるが、物語の時間軸は本編中のものとも後日譚ともいえるものである。またコミックマーケットなどのイベントを中心に販売された「モエてん」「モエさくら」もある。

## 登場人物
声は、PC版 / OVA版の順。同じ場合は統合して表記した。

### 主要人物
神崎貴広
声 - なし/森川智之
リニア
声 - 成瀬未亜
身長 - 148 cm / 体重 - 38 kg / 3サイズ - B88/W58/H89
血液型 - ?
趣味 - お茶、お掃除、庭の手入れ
廃棄処分寸前だったところをカンパニーに拾われ、調教メニューを施す為に島に連れてこられたアンドロイド。心優しい努力家。最も初期型のアンドロイドの為か、ドジで役立たず。
実相寺冬葉
声 - ダイナマイト亜美
身長 - 157 cm / 体重 - 53 kg / 3サイズ - B87/W59/H89
血液型 - O
趣味 - 読書
萌えっ娘島の図書館で働く司書メイド。おっとりのんびりした性格をしており、よく居眠りをしている。紅茶を淹れることが好きだが味は最悪。
霧島香織
声 - カンザキカナリ
身長 - 137 cm / 体重 - 33 kg / 3サイズ - B79/W56/H80
血液型 - A
趣味 - 整理整頓、縫いくるみ集め
萌えっ娘島で貴広の秘書を務めている。見た目は幼いが、性格は冷静沈着で生真面目。語尾に「～でちゅ」をつける。
鈴希
声 - 永瀬江美弥
身長 - 135 cm / 体重 - 32 kg / 3サイズ - B75/W55/H77
血液型 - AB
趣味 - 探し物
夜な夜な萌えっ娘島を徘徊する謎の女の子。無口でマイペース。タコ焼きが好物。
朝霧かずさ
声 - 乃田あす実（PC、DC、PS2）、藤咲かおり（OVA）
身長 - 142 cm / 体重 - 36 kg / 3サイズ - B86/W58/H88
血液型 - B
趣味 - 昼寝
本社監査部・Alice in chainsから萌えっ娘島へと派遣された特殊メイド。料理が得意で、炊事を担当している。勝気で明るい姉御肌。上司である貴広にも友人感覚で接してくる。
萌野命
声 - 桃井はるこ（DC、PS2）

### サブキャラクター

#### 萌えっ娘島スタッフ
親父さん
声 - 高木渉(PS2,DC版のみ)
萌えっ娘島の整備班班長。貴広と仲が良い。昔ながらの職人気質で頑固だが情に厚い。
おばちゃん
声 - なし
親父さんの妻。姉御肌。お好み焼きが得意。
柚羽
声 - なし
萌えっ娘島に勤務する一般メイド。冬葉シナリオに登場。死亡した兄の代わりに貴広の暗殺を引き継ぐ。
笹木
声 - なし
萌えっ娘島の医師。眼鏡をかけた温和な人物。

#### カンパニー社員
隷
声 - なし/笹島かほる
元pixiesのメンバー。現在は本部監査室での粛清部隊隊長を担う。盲目の美少年。飄々とした性格だが、リニアにのみ深い愛情を見せる。
飯島
声 - なし
元pixiesのメンバー。愛用武器は単分子ワイヤー。現在はAlice in chainsの隊長を担っている。攻撃的かつ辛辣な性格。貴広に執着している。
朝霧一紗
声 - なし
Alice in chainsの隊員。愛用武器は薙刀。見た目こそ清楚な美少女だが内面は冷酷で蓮。
大柴
声 - なし
本社管理部課長。貴広の直属の上司にあたる。無能な小心者。
N12
声 - なし
Nガールの1人。銃器のエキスパート。無感情。マントの下は隻眼の美少女である。
N4
声 - なし
Nガールの1人。単分子ワイヤーを使いこなす。冷酷さと気風の良さを併せ持つ。マントの下はツインテールの美少女である。

## スタッフ
- シナリオ - 猫基地、SCA-自、紫音、まじか
- 原画 - SCA-自、基4%、2C＝がろあ〜

オープニングテーマ「風の中の青い鳥」
作詞 - SCA-自 / 作曲・編曲 - BLASTERHEAD / 歌 - 佐藤裕美
エンディングテーマ「遠い言葉」
作詞 - SCA-自 / 作曲・編曲 - BLASTERHEAD / 歌 - 佐藤裕美
萌野命イメージソング「MOECOM LYNX」
作詞 - 桃井はるこ / 作曲・編曲 - BLASTERHEAD / 歌 - 桃井はるこ

## OVA
『モエかん THE ANIMATION』としてケイエスエスより発売された。

### スタッフ
- 原作 - SCA-自（ケロQ）
- 監督 - 大野和寿
- シリーズ構成 - 関島眞頼
- キャラクターデザイン - 野口木ノ実
- メカデザイン - 石川慎亮（第3話のみ）
- 美術監督 - 小谷隆之
- 美術設定 - 宮前光春
- 色彩設計 - 佐々木雅人
- 撮影監督 - 外山浩（第1話）、森下成一（第2話）、大井勝利（第3話）
- 編集 - 瀬山武司
- 音楽 - 岩崎文紀
- 録音演出 - 塩屋翼、本山哲（第1話のみ）
- プロデューサー - 蔭山康生、山路晴久
- アニメーション制作 - アクシス、ノーサイド
- 製作 - ケイエスエス

### 主題歌
オープニングテーマ「Feel in High」
作詞・作曲 - 大石孝次 / 編曲 - 原嘉朗 / 歌 - 佐藤真樹
エンディングテーマ「sincerely yours」
作詞 - 柚木美祐 / 作曲 - 山口美央子 / 編曲 - 山中紀昌 / 歌 - 成瀬未亜

### 各話リスト
| 話数      | サブタイトル | 脚本       | 絵コンテ   | 作画監督            | 発売日         |
| --------- | ------------ | ---------- | ---------- | ------------------- | -------------- |
| Chapter.1 | リニア       | 関島眞頼   | 藤森カズマ | 野口木ノ実          | 2003年12月19日 |
| Chapter.2 | かずさ       | 久保田雅史 | 大野和寿   | 野口木ノ実          | 2004年3月26日  |
| Chapter.3 | 貴広         | 関島眞頼   | 大野和寿   | 野口木ノ実 石川慎亮 | 2004年7月23日  |

## 関連商品

### 書籍
（出典：）
- モエかんファーストファンブック（2002年） ISBN 4797322632
- モエかん公式ビジュアルファンブック（2003年） ISBN 4797324066
- モエかんアンソロジーコミック（2003年） ISBN 475771582X
- モエかん : リニア編（2003年） ISBN 4872878973
- モエかん : 緊急指令!妹島を攻略せよ!（2004年） ISBN 4757716745
- モエかん～萌えっ娘島へようこそ～設定解説ファンブック（2004年） ISBN 4902314444

### CD
- モエかん オリジナル・サウンドトラック（2003年3月19日）
- 骨董時計箱（2003年5月5日）
- モエかん ドラマCD モエおと（2003年6月4日）
- モエかん サウンドコンテンツ 風ノ音 時ノ音（2003年9月28日）
- 「モエかん」&「WIND」コラボレーション ドラマCD（2003年10月24日）
- モエかん ドラマCD「萌えッ娘島メイド日記」（2004年2月27日）